# Dois Irmãos do Buriti

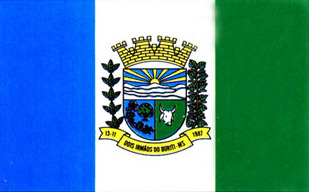
La Bandera de este municipio Brasileño

Dois Irmãos do Buriti es un municipio brasileño ubicado en el estado de Mato Grosso do Sul, fue fundado el 13 de noviembre de 1987.
Situado a una altitud de 320 m s. n. m., su población según los datos del IBGE es de 9.643 habitantes, la superficie es de 2.344 km². El promedio de precipitaciones anuales es de 1000 a 1500 mm.
Las principales fuentes económicas son las producciones de café, tomate y naranja.